# Carex baimaensis
Carex baimaensis är en halvgräsart som beskrevs av S.W.Su. Carex baimaensis ingår i släktet starrar, och familjen halvgräs. Inga underarter finns listade i Catalogue of Life.